# Sciamani del coyote

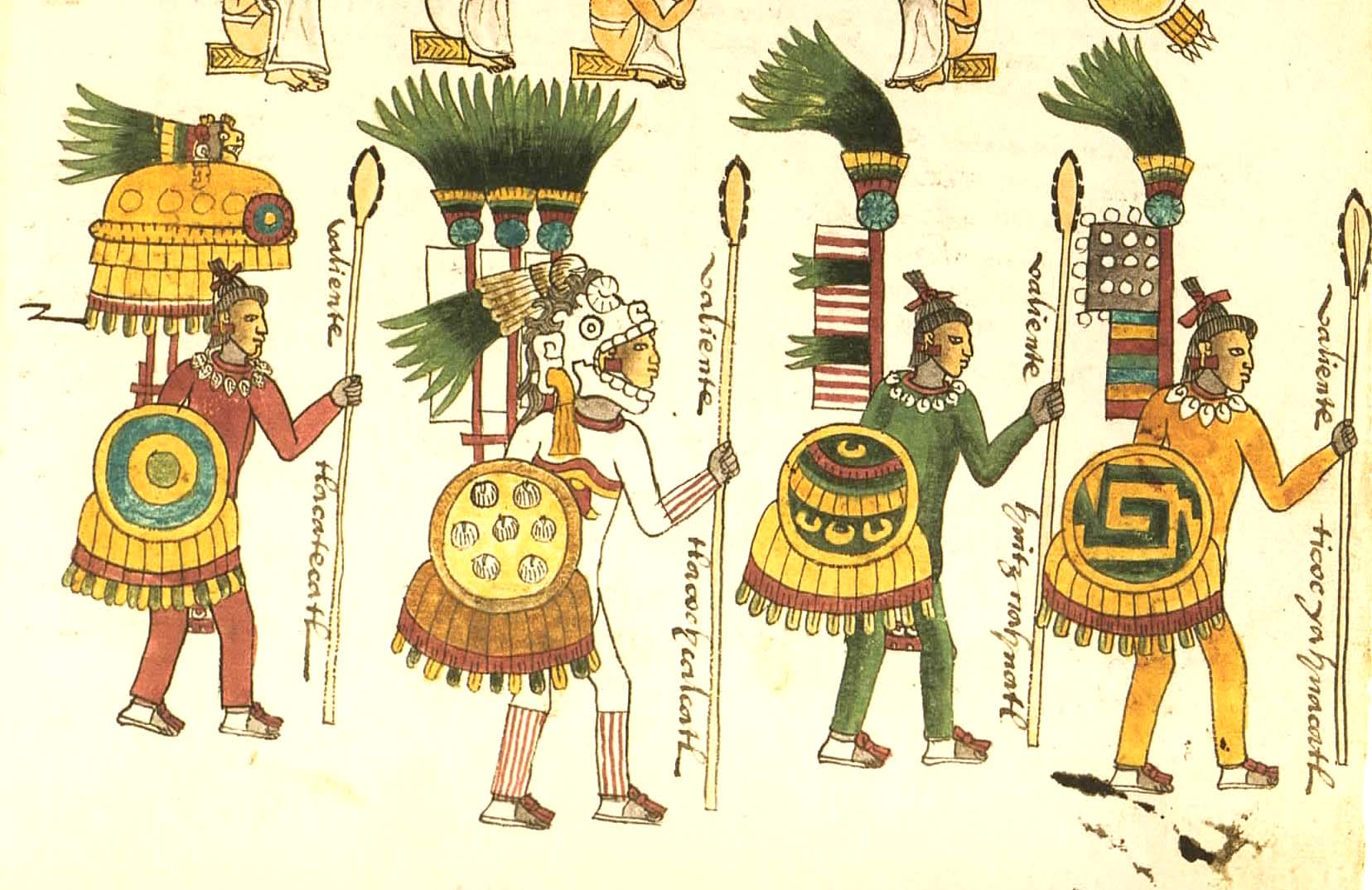
Guerrieri sacerdoti

Gli sciamani del coyote formavano uno dei reparti dell'esercito azteco insieme alle altre unità costituite dai Guerrieri aquila, Guerrieri giaguaro, Guerrieri freccia e Cuahchiqueh.
Gli sciamani facevano parte dell'alto clero azteco e la loro era una funzione eminentemente magico-religiosa che diveniva militare in tempo di guerra per quei sacerdoti che avessero già combattuto e si fossero distinti per aver catturato almeno sei prigionieri. 
Lo scopo infatti delle guerre azteche non era quello di eliminare in massa i nemici o conquistare stabilmente dei territori ma era soprattutto quello di fare prigionieri da sacrificare nelle loro cruente cerimonie e di ottenere il pagamento di tributi dai popoli sconfitti. Lo stesso fine era perseguito con le guerre fiorite scontri programmati tra due stati nemici destinati esclusivamente a fare prigionieri per i sacrifici umani.
Rivestiti da una semplice pelle di coyote, gli sciamani combattevano armati di uno scudo chimalli ed una mazza maquahuitl.